# Epitestosteron
Epitestosteron ist ein natürliches Steroid, das inaktive 17α-Isomer des Sexualhormons Testosteron. Man nimmt an, dass der Körper Epitestosteron auf ähnliche Weise wie Testosteron produziert. Eine Studie aus dem Jahr 1993 zeigte, dass etwa 50 % der Epitestosteron-Menge bei Männern in den Hoden entsteht, der genaue Ablauf dieser Produktion wird jedoch noch immer erforscht. Epitestosteron sammelt sich in der Flüssigkeit von Brustzysten und in der Prostata. Der Epitestosteron-Spiegel ist bei jungen Männern am höchsten. Im Erwachsenenalter weisen die meisten gesunden Männer ein Verhältnis von Testosteron zu Epitestosteron (T/E-Quotient) von etwa 1:1 auf.

## Epitestosteron und Testosteron
Es wurde nachgewiesen, dass die exogene Zuführung von Testosteron den Epitestosteron-Spiegel im Blut nicht beeinflusst. Aus diesem Grund werden Tests, die das Verhältnis von Testosteron zu Epitestosteron im Urin bestimmen, als Doping-Test bei Sportlern verwendet. Bei den meisten Menschen ist das Verhältnis von Testosteron zu Epitestosteron (T/E-Quotient bzw. T/E-Verhältnis) im Urin etwa 1:1; gelegentlich werden jedoch auch T/E-Verhältnisse von 4:1 festgestellt, bei einzelnen Menschen können sogar T/E-Verhältnisse bis zu 10:1 normal sein.
Für Epitestosteron konnte keine leistungssteigernde Wirkung nachgewiesen werden, die Zuführung von Epitestosteron kann jedoch verwendet werden, um einen hohen Testosteron-Spiegel zu verschleiern, falls der normale T/E-Verhältnis-Test verwendet wird. Deshalb verbieten viele Sportverbände die Anwendung von Epitestosteron als Maskierungsmittel für Testosteron.
Die US-amerikanische Athletin Mary Decker bestand 1996 einen T/E-Test nicht, da ihr T/E-Verhältnis bei mehr als 6:1 lag, dem damals gültigen Grenzwert. Sie ging in Berufung mit dem Argument, dass die Anti-Baby-Pille zu falschen Ergebnissen beim T/E-Test führen könne, das Berufungsgericht entschied jedoch gegen sie.
Floyd Landis wurde sein Toursieg bei der Tour de France aberkannt, nachdem ein zweiter Test ein erhöhtes T/E-Verhältnis aufwies. Die Testergebnisse der A-Probe von Floyd Landis wiesen ein T/E-Verhältnis von 11:1 auf. Sein Testosteron-Spiegel war dabei jedoch im normalen Bereich, so dass das Problem in einem abweichenden Epitestosteron-Spiegel lag. Landis gewann die 17. Etappe der Tour; die sofort nach der Siegerehrung durchgeführten Tests zeigten jedoch ein T/E-Verhältnis von 11:1, mehr als das Doppelte des Grenzwerts 4:1 (kürzlich herabgesetzt von den früheren Grenzwerten 8:1 und 6:1). Landis hat den Vorwurf mit Nachdruck von sich gewiesen, wobei er auf wissenschaftliche Daten verwies, wonach Testosteron die Leistungsfähigkeit eines Sportlers nicht erhöhen könne, es sei denn, es werde über einen längeren Zeitraum regelmäßig eingenommen.